# Prvenstvo ZNP 1920-1921
Il Prvenstvo Zagrebačkog nogometnog podsaveza 1920./21. (it. "Campionato della sottofederazione calcistica di Zagabria 1920-21") fu la seconda edizione del campionato organizzato dalla Zagrebački nogometni podsavez (ZNP), la ottava in totale, contando anche le 4 edizioni del Prvenstvo grada Zagreba (1918-1919) e le 2 del campionato di Regno di Croazia e Slavonia (1912-1914, composto esclusivamente da squadre di Zagabria).
Il torneo fu vinto dal HAŠK Zagabria, al suo primo titolo nella ZNP, il terzo in totale.
Il campionato era diviso era diviso fra le squadre di Zagabria città (divise in tre classi, "razred") e quelle della provincia (divise in varie parrocchie, župe). Era prevista la finale sottofederale fra le vincitrici della prima classe cittadina e quella provinciale.

## Avvenimenti
Dopo le Olimpiadi, iniziò la nuova stagione della ZNP. Il primo torneo organizzato fu la Radišin pokal, una coppa vinta facilmente dal Građanski che superò in sequenza HAŠK (4–1 il 27 agosto), Šparta (5–1 il 28 agosto) e Croatia (3–1 il 1º settembre 1920) in finale. Le altre partecipanti della coppa furono Viktorija e Tipografija.

All'inizio di ottobre, il Građanski avrebbe dovuto giocare la finale sottofederale dell'edizione precedente contro il Marsonia, il campione provinciale, ma per qualche motivo a tutt'oggi sconosciuto, questa gara non venne disputata.

Il campionato ZNP iniziò in autunno, ma poi proseguì a rilento fino in primavera. Il Građanski partì forte, ma le sconfitte contro Concordia e soprattutto lo scontro diretto contro HAŠK il 24 luglio 1921, fecero andare il trofeo nelle mani di questi ultimi.
L'HAŠK avrebbe dovuto accedere al Državno prvenstvo (campionato nazionale) per designare la squadra campione, ma nel 1921 questo torneo non si tenne.
Il campionato della ZNP terminò ufficialmente con la partita finale tra i campioni di Zagabria e i campioni della provincia il 19 marzo 1922: l'HAŠK superò agevolmente il Cibalia per 16–0.

## Classifica
|                   | Pos. | Squadra            | Pt | G  | V  | N | P  | GF | GS | QR    |
| ----------------- | ---- | ------------------ | -- | -- | -- | - | -- | -- | -- | ----- |
|                   | 1.   | HAŠK Zagabria      | 25 | 14 | 12 | 1 | 1  | 60 | 11 | 5,454 |
|                   | 2.   | Građanski Zagabria | 24 | 14 | 12 | 0 | 2  | 63 | 8  | 7,875 |
|                   | 3.   | Concordia Zagabria | 22 | 14 | 10 | 2 | 2  | 43 | 14 | 3,071 |
|                   | 4.   | Šparta Zagabria    | 13 | 14 | 6  | 1 | 7  | 28 | 41 | 0,682 |
|                   | 5.   | Ilirija Zagabria   | 10 | 14 | 5  | 0 | 9  | 33 | 36 | 0,916 |
|                   | 6.   | Croatia Zagabria   | 8  | 14 | 3  | 2 | 9  | 11 | 54 | 0,203 |
|                   | 7.   | Viktorija Zagabria | 7  | 14 | 3  | 1 | 10 | 12 | 41 | 0,292 |
|                   | 8.   | Slavija Zagabria   | 3  | 14 | 1  | 1 | 12 | 11 | 56 | 0,196 |
| Fonte: exyufudbal |      |                    |    |    |    |   |    |    |    |       |

Legenda:
      Campione di Zagabria.
  Partecipa agli spareggi.
      Retrocessa in seconda classe.
Note:
Due punti a vittoria, uno a pareggio, zero a sconfitta.

## Risultati

### Tabellone
|                   | HAŠ  | Gra  | Con  | Špa  | Ili  | Cro  | Vik  | Sla  |
| ----------------- | ---- | ---- | ---- | ---- | ---- | ---- | ---- | ---- |
| HAŠK              | –––– | 4-2  | ?    | 7-0  | ?    | 10-0 | 5-0  | 5-0  |
| Građanski         | 1-0  | –––– | 0-1  | 5-0  | 5-0  | 10-0 | 3-0  | 9-1  |
| Concordia         | 0-3  | 1-5  | –––– | 4-1  | 5-1  | ?    | ?    | ?    |
| Šparta            | ?    | 0-1  | ?    | –––– | 2-0  | 0-0  | 2-1  | 7-2  |
| Ilirija           | ?    | 1-5  | ?    | '    | –––– | 2-3  | 5-2  | 1-0  |
| Croatia           | ?    | 0-3  | ?    | ?    | ?    | –––– | ?    | ?    |
| Viktorija         | ?    | 0-7  | ?    | ?    | ?    | 0-2  | –––– | 2-0  |
| Slavija           | ?    | 0-7  | ?    | ?    | 1-2  | 4-0  | ?    | –––– |
| Fonte: exyufudbal |      |      |      |      |      |      |      |      |

### Calendario
```
Elenco risultati parziale:
[
4
]

08.09.1920 Ilirija-Slavija       1-0
08.09.1920 Šparta-Viktorija      2-1
10.10.1920 Viktorija-Croatia     0-2
10.10.1920 Šparta-Ilirija        2-0 (interrotta al 26º minuto, recuperata il 30.01.1921)
07.11.1920 Ilirija-Slavija       2-1
14.11.1920 Šparta-Slavija        7-2
14.11.1920 Ilirija-Viktorija     5-2
21.11.1920 Concordia-HAŠK        0-3
28.11.1920 HAŠK-Slavija          5-0
28.11.1920 Šparta-Croatia        0-0
30.01.1921 HAŠK-Croatia         10-0
20.02.1921 Viktorija-Slavija     2-0
06.03.1921 Ilirija-Croatia       2-3
06.03.1921 Građanski-Šparta      5-0
13.03.1921 HAŠK-Viktorija        5-0
13.03.1921 Građanski-Croatia    10-0
13.03.1921 Concordia-Ilirija     5-1
03.04.1921 HAŠK-Šparta           7-0
03.04.1921 Građanski-Concordia   0-1
10.04.1921 Concordia-Šparta      4-1
10.04.1921 Slavija-Croatia       4-0

Altri risultati del Gradanski:
[
2
]

24.04.1921 Građanski-Viktorija   3-0
05.05.1921 Građanski-HAŠK        1-0
08.05.1921 Građanski-Slavija     9-1
26.05.1921 Građanski-Ilirija     5-0
29.05.1921 Građanski-Slavija     7-0
12.06.1921 Građanski-Ilirija     5-1
18.06.1921 Građanski-Šparta      1-0
17.07.1921 Građanski-Concordia   5-1
24.07.1921 Građanski-HAŠK        2-5
01.08.1921 Građanski-Croatia     3-0
07.08.1921 Građanski-Viktorija   7-0
```

## Seconda classe

### Classe 2/A
|  | Pos. | Squadra         | Pt | G  | V | N | P | GF | GS | QR |
|  | ---- | --------------- | -- | -- | - | - | - | -- | -- | -- |
|  | 1.   | Slaven Zagabria | 17 | 12 |   |   |   |    |    |    |
|  | 2.   | Željezničar     | 16 | 12 |   |   |   |    |    |    |
|  | 3.   | Tipografija     | 14 | 12 |   |   |   |    |    |    |
|  | 4.   | Derby           | 14 | 12 |   |   |   |    |    |    |
|  | 5.   | Poštanski       | 11 | 12 |   |   |   |    |    |    |
|  | 6.   | Sava            | 9  | 12 |   |   |   |    |    |    |
|  | 7.   | Zmaj            | 3  | 12 |   |   |   |    |    |    |

## Provincia

### I župa— Sussak
Nessuna competizione ufficiale poiché il territorio di Sussak era ancora rivendicato dal Regno d'Italia.

### II župa— Karlovac
```
Finale:        Olimpia Karlovac - Građanski Karlovac     1-1 (ripetizione non disputata)
```

### III župa— Brod
```
   Squadra                         G   V   N   P   GF  GS  Q.Reti  Pti				
1  
Marsonija Slavonski Brod
        9   9   0   0   54  2   27,000  18	
2  Željezničar Slovonski Brod      9   5   1   3   27  14  1,929   11	
3  Građanski Slavonski Brod (-2)   9   4   2   3   13  29  0,448   8	
4  Proleter Slavonski Brod (-2)    9   3   1   5   15  22  0,682   5	
5  Viktorija Slavonski Brod        5   2   0   3   8   10  0,800   4	
6  Panonija Slavonski Brod         9   0   0   9   0   40  0,000   0	
   Miloš Obilić Bosanski Brod      ritirato
```

### IV župa— Osijek
```
   Squadra                         G   V   N   P   GF  GS  Q.Reti  Pti
1  Građanski Osijek                12  9   0   3   69  14  4,929   18	
2  Olimpija Osijek                 12  6   1   5   22  26  0,846   13	
3  
Slavija Osijek
 (-2)             12  7   0   5   43  15  2,867   12	
4  Slaven Osijek (-6)              12  8   0   4   20  25  0,800   10	
5  Makabi Osijek (-6)              12  7   1   4   32  18  1,778   9	
6  Unitas Osijek                   12  2   0   10  12  44  0,273   4	
7  Jadran Osijek                   12  2   0   10  10  66  0,152   4
```

### V župa— Varaždin
```
Primo turno:   
ČSK Čakovec
 - Drava Varaždin              8-0
               VŠK Varaždin - LŠK Ludbreg                8-0
               ZŠK Zlatar - KŠK Kaprina                  ritiro Krapina
Semifinale:    VŠK Varaždin - ZŠK Zlatar                 6-0				
Finale:        VŠK Varaždin - 
ČSK Čakovec
                2-2 (ripetizione non disputata)
```

### VI župa— Bjelovar
```
Primo turno:   Podravac Virje - Graničar Đurđevac        non disputata
               VGŠK Virovitica - Slatinski NŠK           3-0				
               
BGŠK Bjelovar
 - KGŠK Križevci             non disputata
               Viktorija Koprivnica - 
Slaven Koprivnica
  ritiro Slaven
Finale:        VGŠK Virovitica - Viktorija Koprivnica    ritiro Viktorija
```

### VII župa— Sisak
```
   Squadra                         G   V   N   P   GF  GS  Q.Reti  Pti
1  
Segesta
                         4   3   0   1   16  3   5,333   6
2  Radnik Caprag Sisak (-2)        4   3   0   1   9   6   1,500   4
3  Željezničar Sisak               4   2   0   2   5   6   0,833   4
4  Panonija Sisak                  4   2   0   2   6   9   0,667   4
5  Balkan Sisak                    4   0   0   4   0   12  0,000   0
```

### VIII župa— Banja Luka
```
Semifinale:    ŠK "22" Prijedor - 
Sloboda B. Novi
        0-2				
Finale:        
Krajišnik
 - 
Sloboda B. Novi
               ritiro Sloboda
```

### IX župa— Daruvar
```
Primo turno:   DONK Daruvar - AŠK Marx Daruvar           3-0				
               ŠK Ivanić-Grad - Građanski Pakrac         5-1				
Semifinale:    Moslavina Kutina - DONK Daruvar           2-4				
Finale:        DONK Daruvar - ŠK Ivanić-Grad             ritiro Ivanić-Grad
```

### X župa— Požega
```
               PŠK Požega                                vincitore
```

### XI župa— Doboj
```
Semifinale:    Dobor Derventa - Dečko Derventa           1-0				
Finale:        Dobor Derventa - DŠK Doboj                ritiro Doboj
```

### XII župa— Vinkovci
```
Primo turno:   
Cibalia
- ŽŠK Vinkovci                     2-0				
               ĐŠK Đakovo - Sremac Vukovar               ritiro Vukovar
Semifinale:    ĐŠK Đakovo - Hajduk Đakovo                ritiro Hajduk
Finale:        ĐŠK Đakovo - 
Cibalia
                      2-3
```

### Finali provinciali
```
Primo turno:   Građanski Osijek - VGŠK Virovitica        ritiro Virovitica
               
Krajišnik
 - 
Segesta
                       3-2				
               DONK Daruvar - PŠK Požega                 ritiro Požega
               
Marsonia
 - 
Cibalia
                        2-2 (Marsonia rinuncia alla ripetizione)
Semifinale:    Građanski Osijek - 
Cibalia
                2-3				
               
Krajišnik
 - DONK Daruvar                  ritiro Daruvar
Finale:        
Cibalia
 - 
Krajišnik
                       ritiro Krajišnik
```

## Finale sottofederale
| Squadra 1     | Risultato | Squadra 2 |
| ------------- | --------- | --------- |
| 19 marzo 1922 |           |           |
| HAŠK Zagabria | 16 – 0    | Cibalia   |